# Łukasz Zielonka
Łukasz Sebastian Zielonka – polski lekarz weterynarii, doktor habilitowany nauk weterynaryjnych.

## Kariera naukowa
W 1996 roku uzyskał tytuł lekarza weterynarii, nadanego przez Akademię Rolniczo-Techniczną w Olsztynie. 
6 grudnia 2001 roku ukończył studia doktoranckie na kierunku nauki weterynaryjne na Uniwersytecie Warmińsko-Mazurskim w Olsztynie na podstawie pracy pt. Próba określenia wartości diagnostycznych metabolitów deoxynivalenolu w surowicy krwi świń.
Od 1999 roku zatrudniony jest w Uniwersytecie Warmińsko-Mazurskim w Olsztynie.
29 kwietnia 2016 roku uzyskał stopień doktora habilitowanego nauk weterynaryjnych w dyscyplinie weterynarii na Wydziale Medycyny Weterynaryjnej Uniwersytetu Warmińsko-Mazurski w Olsztynie na podstawie rozprawy pt. Obraz zmian w wybranych tkankach świni domowej Sus domestica i dzika Sus scrofa w przebiegu niskodawkowej mikotoksykozy fuzaryjnej.

## Publikacje
- 2004: Influence of Zearalenone Micotoxicosis on Selected Immunological, Hematological and Biochemical Indexes of Blood Plasma in Bitches.
- 2004: Wpływ mikotoksykozy zearalenonowej na wybrane wskaźniki immunologiczne, hematologiczne i biochemiczne surowicy krwi suk, str. 95-103. Monografia pt." Weterynaryjna higiena pasz-Mikotoksykoza zearalenonowa - Detoksykanty mikotoksynowe".
- 2004: Modification of Zearalenone Structure in Model and Natural Conditions.
- 2005: The blockade of toxic activity of zearalenone in feeding stuffs for gilts.
- 2005: Level of zearalenone in blood serum and lesions in ovarian follicles of sexually immature gilts in the course of zearalenone micotoxicosis.
- 2005: Morphology and ultrastructure of small intestine mucosa in gilts with zearalenone micotoxicosis.
- 2005: Blockade of zearalenone toxic activity in animal feed.
- 2005: Feedingstuffs and human health.
- 2005: Przypadek mikotoksykozy zearalenonowej królików.
- 2005: The blockade of toxic activity of zearalenone in feeding staff for gilts.
- 2006: The Impact of Low - Dose and Long-term Zearalenone Mycotoxicosis on the Pathological Picture of the Ovaries in a Bith.
- 2006: The impact of zearalenone on the level of the selected estrogens in blond serum of sexually immature gilts.
- 2006: Zearalenone intoxication in game animals.
- 2006: The impact of zearalenone on the level of the selected estronens in blood serum of sexually immature gilts.
- 2006: Zearalenone as a potential allergen in the alimentary tract – a review.
- 2006: Zmiany morfotyczne układu rozrodczego loszek podczas mikotoksykozy zearalenonowej.
- 2007: Wpływ zearalenonu i destruktora zearalenonu na morfologię układu pokarmowego świni.
- 2007: Histopathological and immunohistochemical examinations, and changes in proliferation activity of the uterus in bitches following zearalenone micotoxicosis.
- 2007: Metabolic changes in bitches after experimental zearalenone mycotoxicosis.
- 2007: Wpływ zearalenonu i destruktora zearalenonowego na morfologię układu pokarmowego świń.
- 2007: Impact of zearalenone and zearalenone destructor on the morphology of the digestive system in pigs.
- 2008: Ultrastructural picture of ovary in bitch after experimental zearalenone mycotoxicosis.
- 2008: Histopathological examination of ovaries in bitches after experimental zearalenone micotoxicosis.
- 2008: Histological estimation of gilts small intestine wall after administration of feed containing deoxynivalenole, T-2 toxin and zearalenone.
- 2008: The presence of zearalenone in blood plasma in women with neoplastic lesions in a mammary gland.
- 2008: Influence of long-term zearalenone intoxication on the concentration of progesterone and 17b-oestradiol in blood plasma in bitches.
- 2009: The evaluation of the efficacy of sodium carbonate as zearalenone destructor in feeding stuffs.
- 2009: Factors determining sensitivity of prepuberatal gilts to hormonal influence of zearalenone.
- 2009: "The Evaluation of the Efficacy of Sodium Carbonate as Zearalenone Destructor in Feeding Stuffs".
- 2014: The effect of experimental exposure to low doses of zearalenone on uterine histology and morphometry in prepubertal bitches.
- 2015: The effects of dietary deoxynivalenol (DON) on selected blood biochemical and hematological parameters in pre-pubertal gilts.
- 2016: Immunohistochemical evaluation of apoptosis and proliferation in the mucous membrane of selected uterine regions in pre-pubertal bitches exposed to low doses of zearalenone.
- 2016: Changes in the Subpopulations of Porcine Peripheral Blood Lymphocytes Induced by Exposure to Low Doses of Zearalenone (ZEN) and Deoxynivalenol (DON).
- 2017: The effect of deoxynivalenol on the levels of toll-like receptors 2 and 9 and their mRNA expression in enterocytes in the porcine large intestine: a preliminary study.
- 2017: Changes in expression of inhibitory substances in the intramural neurons of the stomach following streptozotocin induced diabetes in the pig.
- 2017: The Influence of Low Doses of Zearalenone and T-2 Toxin on Calcitonin Gene Related Peptide-Like Immunoreactive (CGRP-LI) Neurons in the ENS of the Porcine Descending Colon.

Opracowano na podstawie źródła:.